# 阿尔达希尔二世

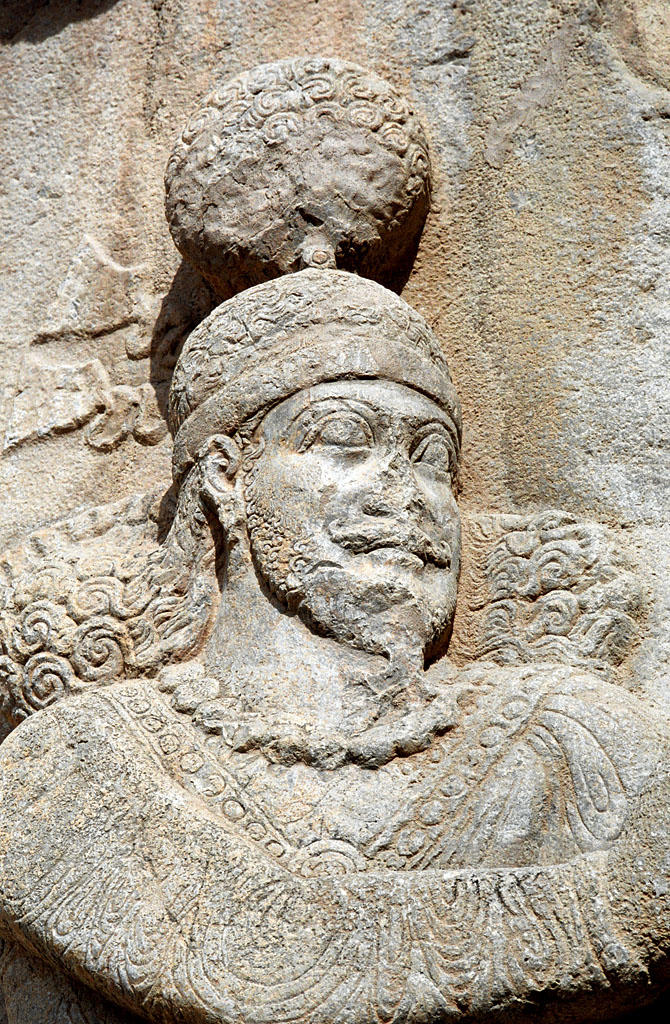
Ardashir II

阿尔达希尔二世（Ardashir II，？—约383年）是伊朗萨珊王朝的第十位国王（379年—383年在位）。一些学者认为他是沙普尔二世之弟（也有文献认为，他是沙普尔二世的儿子）。
可以肯定的是在沙普尔二世统治时期，阿尔达希尔是阿迪亚波纳的一个藩王，曾在那裏迫害當地的基督徒。但是他对基督徒的迫害与他在他的臣民心目中的印象正好相反，他被看作是萨珊王朝中最慈祥和美德的统治者。据说他在统治的四年中不向他的臣民征税，因此获得了他们的爱戴。

## 亚美尼亚
阿尔达希尔二世登基后不久其主要注意力就被亚美尼亚的局势吸引住了。在沙普尔二世统治时期阿沙克二世的儿子帕普被谋杀。罗马帝国使用阿萨息斯王朝的一个远亲来取代他，但是真正的权力则掌握在一个权臣手中。这个权臣被怀疑与罗马人共同策划阴谋而被杀，这导致他的弟弟反叛。在波斯的帮助下亚美尼亚的国王被驱逐，帕普的儿子阿沙克三世继位。作为对波斯帮助的感谢波斯可以在亚美尼亚设立一座兵营。
但是这个协议没有能够延迟很久。一个贵族错报说波斯军要抓亚美尼亚的大臣，因此亚美尼亚贵族把驻扎的波斯军全部杀死。罗马帝国希望在这个边境上不要发生战争，因此狄奧多西一世皇帝建议与波斯达成和议，但是这个协约还未签署阿尔达希尔二世就死了，最后这个协约是他儿子沙普尔三世签的。
今天在伊朗西部巴赫塔兰省的塔格博斯坦村保存有他的雕像。
| 阿尔达希尔二世 薩珊王朝出生于：309年逝世於：約383年 | 阿尔达希尔二世 薩珊王朝出生于：309年逝世於：約383年 | 阿尔达希尔二世 薩珊王朝出生于：309年逝世於：約383年 |
| 統治者頭銜                                          | 統治者頭銜                                          | 統治者頭銜                                          |
| --------------------------------------------------- | --------------------------------------------------- | --------------------------------------------------- |
| 前任者： 沙普爾二世                                 | 伊朗人與非伊朗人的萬王之王 379年－383年             | 繼任者： 沙普爾三世                                 |